# Marthinus Pretorius

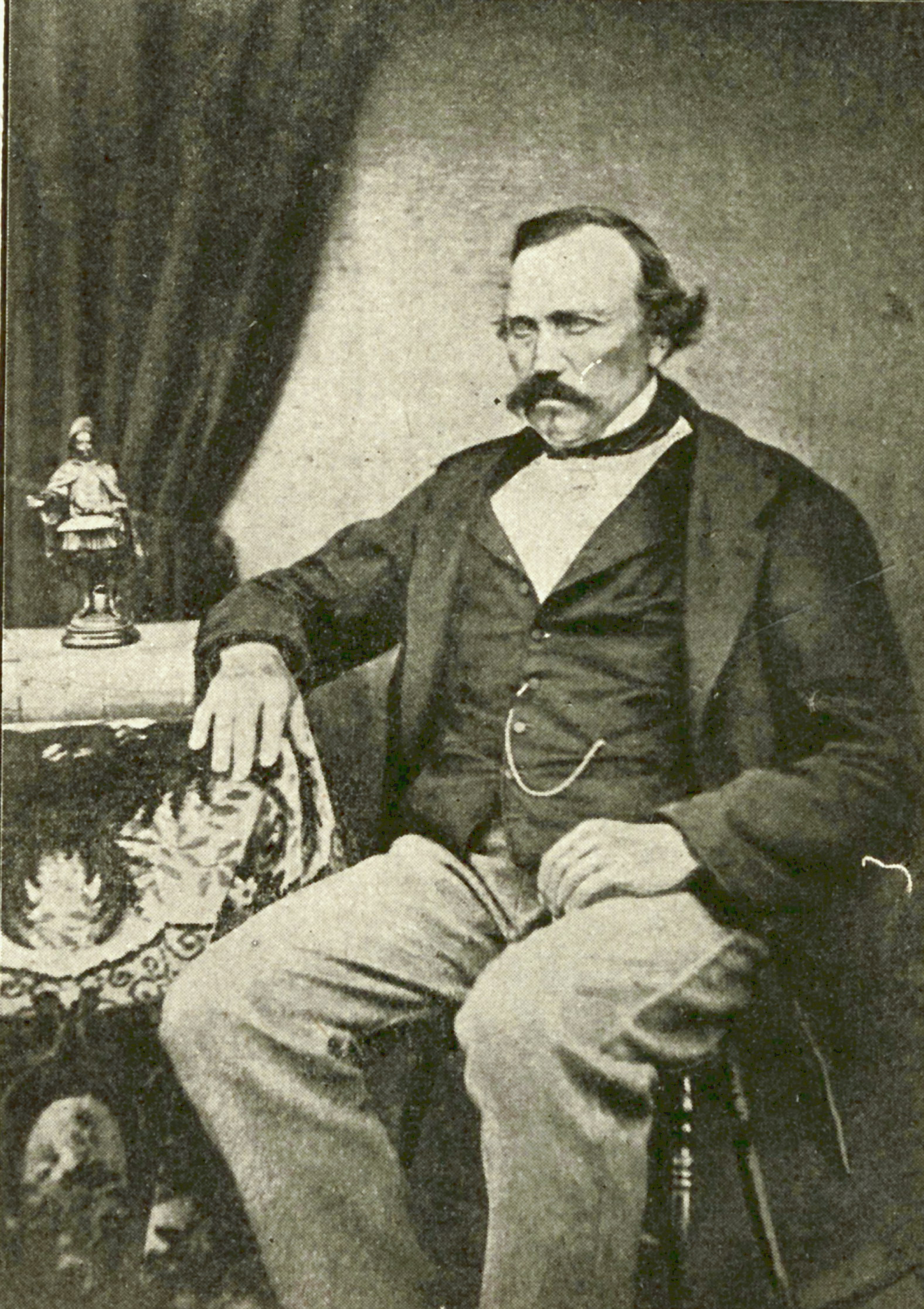
Marthinus Pretorius, 1855

Marthinus Wessel Pretorius (17 de Setembro de 1819 - 19 de Maio de 1901), foi o primeiro presidente da antiga República do Transvaal, na atual África do Sul, tendo sido investido do cargo em 20 de Julho de 1888.
Era filho de Andries Wilhelmus Jacobus Pretorius, um general bôer que chefiou numa  expedição punitiva que culminou com o massacre dos zulus, às margens de um rio que passou a ser conhecido como Blood River ("rio do sangue"), pois suas águas teriam ficado tingidas pelo sangue dos zulus mortos.
Em 1855, Marthinus  Pretorius fundou a cidade de Pretória, na parte central do Transvaal. Desde 1994, essa região corresponde à província de Gauteng.